# Ahmad Tejan Kabbah
Alhaji Ahmad Tejan Kabbah (16 tháng 2 năm 1932 – 13 tháng 3 năm 2014) là chính trị gia Sierra Leone, Tổng thống thứ 3 của Sierra Leone trong hai giai đoạn 1996-1997 và 1998-2007. Ông cũng là nhà kinh tế và luật sư chuyên nghiệp, nhiều năm làm việc cho Chương trình Phát triển của Liên Hợp Quốc. Năm 1992, ông nghỉ hưu ở Liên Hợp Quốc và trở về Sierra Leone.
Đầu năm 1996, Kabbah được bầu làm lãnh đạo Đảng Nhân dân Sierra Leone (SLPP) và đại diện cho đảng tranh cử trong cuộc bầu cử tổng thống tự do đầu tiên tại Sierra Leone vào cuối năm. Ông đắc cử với 59% phiếu bầu, đánh bại đối thủ John Karefa-Smart của Đảng Nhân dân Toàn quốc Thống nhất (UNPP): Karefa-Smart thừa nhận thất bại với 40% phiếu vòng hai. Cuộc bầu cử được các quan sát viên quốc tế đánh giá là tự do và công bằng. Kabbah vận động tranh cử với lời hứa sẽ chấm dứt nội chiến nếu được bầu làm tổng thống và đã lặp lại trong phát biểu nhậm chức.
Là người Mandingo sùng đạo Hồi, Kabbah sinh tại Pendembu, Quận Kailahun miền Đông Sierra Leone, nhưng lớn lên ở thủ đô Freetown. Kabbah là người Hồi giáo đầu tiên làm nguyên thủ quốc gia và tính đến năm 2023 vẫn là người Hồi giáo duy nhất giữ chức vị này của Sierra Leone.
Năm 1965, Kabbah kết hôn lần đầu với Patricia Tucker là Kitô hữu người Sherbro gốc Quận Bonthe miền Nam Sierra Leone. Cả hai có năm người con. Trước khi làm tổng thống, cả hai vợ chồng vẫn thường xuyên xuất hiện trước công chúng. Bà có ảnh hưởng rất lớn trong nhiệm kỳ tổng thống của chồng, tập trung chủ yếu vào các vấn đề nhân đạo và quyết liệt yêu cầu phải chấm dứt nội chiến. Năm 1998, Tucker qua đời vì bạo bệnh.
Năm 2008, Kabbah tái hôn với Isata Jabbie Kabbah cũng là người Mandingo theo đạo Hồi.
Phần lớn thời gian Kabbah tại vị là giai đoạn nội chiến với Mặt trận Liên minh Cách mạng do Foday Sankoh cầm đầu. Ông tạm thời mất ghế từ tháng 5 năm 1997 đến tháng 3 năm 1998 do bị Hội đồng Cách mạng Quân lực lật đổ. Cộng đồng Kinh tế Tây Phi (ECOWAS) do Nigeria đứng đầu can thiệp quân sự vào Sierra Leone, Kabbah nhanh chóng trở lại nắm quyền.
Tổng thống Kabbah tiến hành đàm phán trực tiếp với phiến quân RUF để chấm dứt nội chiến. Ông ký một số hòa ước với Foday Sankoh, trong đó có Hiệp định hòa bình Lomé năm 1999 khi phe nổi dậy lần đầu tiên đồng ý ngừng bắn tạm thời với chính phủ. Khi thỏa thuận ngừng bắn sụp đổ, Kabbah vận động quốc tế như Anh, Hội đồng Bảo an Liên hợp quốc, Liên minh châu Phi và Cộng đồng Kinh tế Tây Phi hỗ trợ đánh bại quân nổi dậy và khôi phục hòa bình, trật tự ở Sierra Leone.
Tháng 1 năm 2002, Kabbah tuyên bố nội chiến chính thức kết thúc, chấm dứt chiến tranh. Cùng năm, Kabbah tiếp tục dễ dàng giành chiến thắng trong nhiệm kỳ 5 năm đánh bại đối thủ chính Ernest Bai Koroma của Đảng Đại hội Toàn dân (APC) đối lập với 70,1% phiếu bầu.
Kabbah qua đời ngày 13 tháng 3 năm 2014, thọ 82 tuổi, an táng tại Freetown.